# Richmond, New South Wales
Rhichmond este o suburbie în Sydney, Australia.